# Базан, Владимир Сергеевич
Владимир Сергеевич Базан (род. 21 октября 1953, г. Унеча, Брянская область, РСФСР) — белорусский фотограф, фотожурналист.

## Биография
Окончил художественно-графический факультет Витебского педагогического института (1978). В 1980—1990 годах работал фотографом, корреспондентом, ответственным секретарем в витебской многотиражной газете «Строитель». В 1990—2007 главный редактор, дизайнер и фотокорреспондент газеты «Витебский курьер». Главный редактор специального номера газеты, посвященного Первым Шагаловского дням в Витебске (1991). В середине 80-х возглавлял витебский фотоклуб «Витьба». Живёт во Франции.

## Творчество
Фотографиям Владимира Базана присущи использование оригинальных приемов композиции, тщательный отбор натурного материала, высокий профессионализм технического исполнения.
Центральное место в творчестве занимает репортажная, публицистическая, жанровая фотография. Среди основных работ: серии «Думай, парень!» (1982—2005), «Праздник в православной церкви» (1988), "Армения. Декабрь. 1988 ","Пионерский лагерь" (1989), «Приметы»(1989), «Чернобыльский натюрморт»(1996), «Париж! Париж! Я не хочу домой!»(2001—2007).
Фотографии публиковались в журналах «Советское фото», «Огонек», «Театр», а также изданиях «Новое русское слово», «Комсомольская правда», «Знамя юности», «Витебский курьер».
Автор фотоальбомов «Витебск» (2004, 2006), «Нинбург» (2007), «Витебск» совместно с А. Глебовым (2007), а также книги «Марк Шагал и Витебск» с Л. Хмельницкой и А. Вышка (2007) .